# León Antón
León Antón fue un maestro de obras del siglo xviii, continuador de una familia de alarifes de Burgos, ciudad en la que alcanzó el puesto y título de maestro de obras de la catedral. 

## Biografía
Hijo de Ignacio Antón, fue matriculado en la que luego sería la Academia Provincial de Dibujo de Burgos, trasladándose posteriormente a Madrid donde obtuvo la cualificación de escayolista agrimensor. En 1797 realizó su primer proyecto para una real casa de concejo.

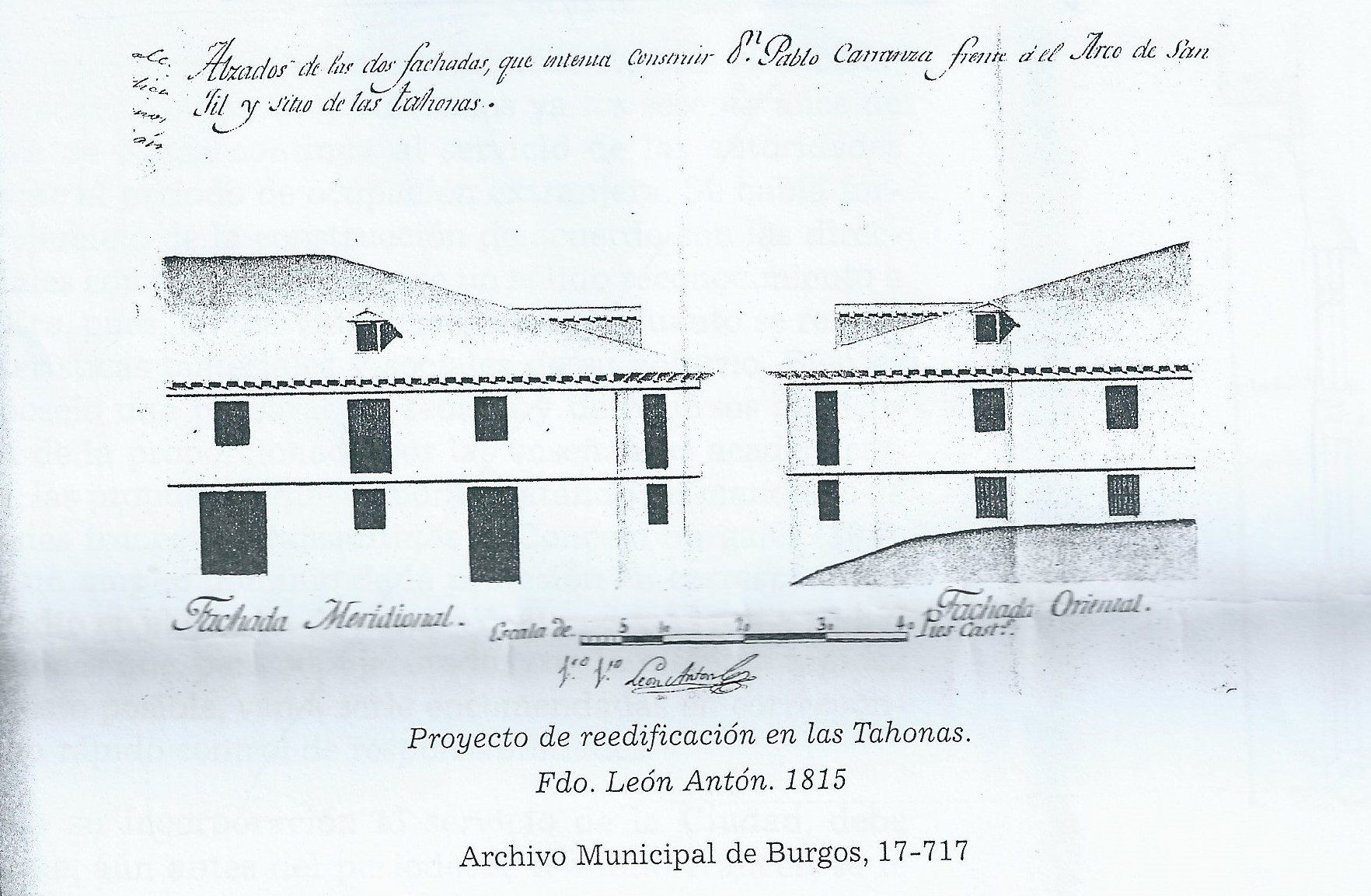
Boceto de Antón para una obra en Burgos.

Durante la guerra de la Independencia española actuó de mediador entre las órdenes del general Paul Thiébault y las resoluciones del Concejo Burgalés; que le adjudicó varias obras, como el traslado del matadero desde el paseo del Espolón a la periferia del centro urbano, cercano al río Arlanzón, y la construcción del nuevo monumento del Cid Campeador. 
Otra de sus obras fue el reforzamiento de las puertas de la ciudad para asegurar la plaza al cuerpo del ejército francés. En su conjunto, el colaboracionismo de León acabó por minar su estima ante el ayuntamiento. Finalmente fue llevado a Francia pero regresó con la vuelta al poder de Fernando VII, siendo reincorporado al cargo de alarife de Burgos.